# Viorica Susanu

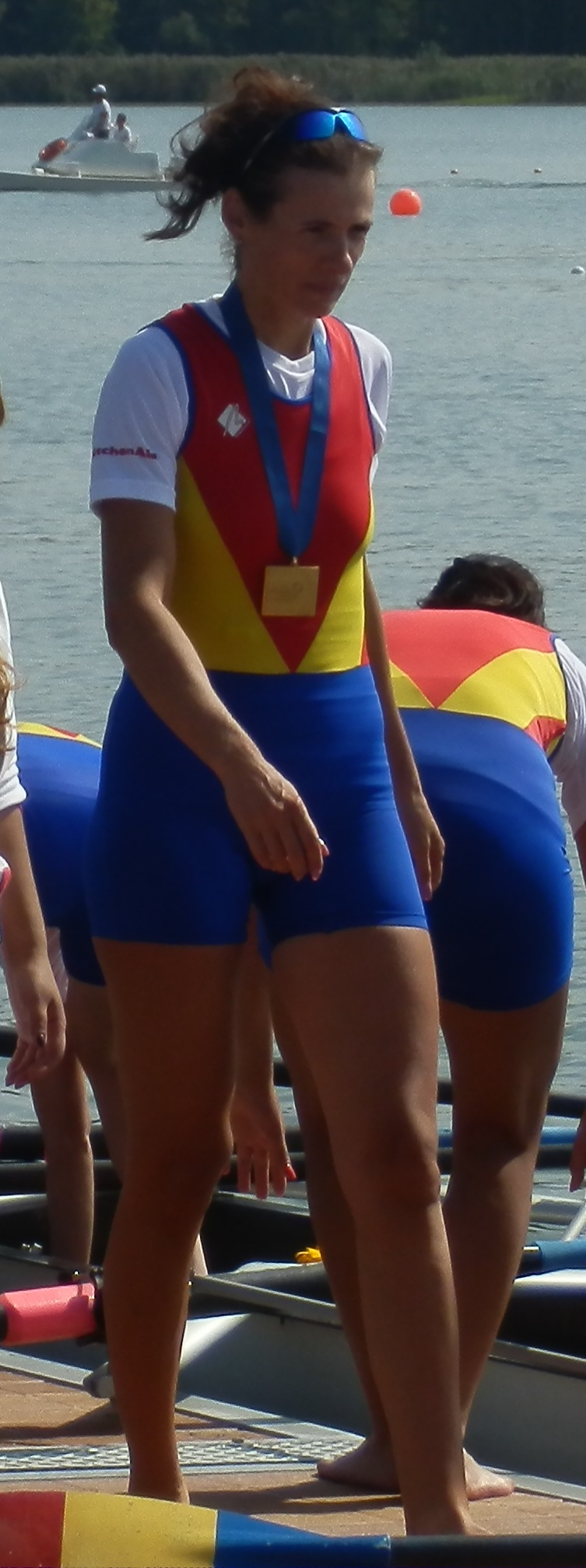
Viorica Susanu (2012)

Viorica Susanu (* 29. Oktober 1975 in Galați) ist eine rumänische Ruderin. Mit vier olympischen Goldmedaillen gehört sie zu den erfolgreichsten Ruderinnen.

## Leben und Karriere
An der Universität George Bacovia Bacău studierte sie Sport. Susanu rückte nach dem Olympiasieg 1996 neu in den rumänischen Achter und gewann 1997, 1998 und 1999 mit dem Achter Gold bei den Ruder-Weltmeisterschaften. Bei den Olympischen Spielen 2000 gewann Susanu mit dem Achter ihre erste olympische Goldmedaille, mit dabei waren Georgeta Damian, Viorica Susanu, Ioana Olteanu, Veronica Cochela, Elisabeta Lipă, Maria Magdalena Dumitrache, Liliana Gafencu, Doina Ignat und Steuerfrau Elena Georgescu. 
In den nächsten Jahren verlor der rumänische Achter seine dominierende Stellung, 2001 und 2003 gewann Susanu mit dem Achter Silber, 2002 gelang dem Achter kein Medaillengewinn. Ab 2001 ruderte Susanu zusammen mit Georgeta Damian-Andrunache im Zweier ohne Steuerfrau und gewann hier 2001 und 2002 den Weltmeistertitel, 2003 wurde das Boot Dritter bei den Weltmeisterschaften. Bei den Olympischen Spielen 2004 aber waren die rumänischen Ruderinnen wieder in Bestform. Damian und Susanu gewannen Gold im Zweier ohne und auch der Achter erreichte den ersten Platz, zum dritten Mal in Folge.
Damian-Andrunache und Susanu konnten im Zweier ohne 2005 und 2006 keine Medaille gewinnen, bei den Ruder-Weltmeisterschaften 2007 in München gewannen die beiden Bronze. Bei den Olympischen Spielen 2008 in Peking erruderten sie die Goldmedaille im Zweier ohne Steuerfrau vor den Chinesinnen und Weißrussinnen. Am folgenden Tag gewann Susanu auch noch im Achter eine Bronzemedaille zusammen mit Enikő Barabás, Constanța Burcică, Doina Ignat, Simona Mușat, Ioana Papuc, Rodica Șerban, Viorica Susanu und Elena Georgescu.
Nach dreijähriger Pause kehrte Susanu 2012 zurück auf die Regattastrecke und belegte zusammen mit Georgeta Andrunescu den dritten Platz beim Weltcup in München. Bei den Olympischen Spielen in London belegten die beiden den fünften Platz.